# Alpaida latro
Alpaida latro este o specie de păianjeni din genul Alpaida, familia Araneidae. A fost descrisă pentru prima dată de Fabricius, 1775. Conform Catalogue of Life specia Alpaida latro nu are subspecii cunoscute.